# Gustave Barlot
Gustave Barlot (Provenchères-sur-Meuse, 22 juin 1914 - Penne-d'Agenais, 26 avril 1998) est un militaire français, Compagnon de la Libération. Rejoignant très tôt la Résistance, il contribue à préserver une grande quantité de matériel des mains de l'armée allemande. Devenu agent du BCRA, il est arrêté et déporté en Allemagne puis, après la guerre, s'engage dans la Légion étrangère, avec laquelle il combat en Indochine.

## Biographie

### Avant-guerre
Né dans la Haute-Marne à Provenchères-sur-Meuse le 22 juin 1914, Gustave Barlot s'engage dans l'armée en 1936 au sein du 508e régiment de chars de combat de Lunéville où il est caporal breveté chars et autos.

### Seconde Guerre mondiale

#### Début de la guerre et Résistance
Au début de la Seconde Guerre mondiale, Gustave Barlot est affecté au 8e bataillon de chars de combat au sein de la 2e division cuirassée. Il prend part avec son unité à la bataille de France au cours de laquelle il est blessé par des éclats de bombe à Vadenay en mai 1940. Refusant d'être évacué, il rejoint son bataillon avec lequel il parvient à échapper aux troupes allemandes. Intégré à l'armée d'armistice et affecté à l'arsenal de Roanne, il est chargé de remettre en état les chars français de juillet à novembre. Déjà résistant dans l'âme, il parvient avec son équipe à réparer huit cents chars qu'il présente à la commission d'armistice allemande avant de les saboter et les rendre inutilisables. Muté au Bureau des menées antinationales, il s'engage officiellement dans la Résistance en intégrant le service du camouflage du matériel. S'emparant de toute sorte de matériel le jour, il les répare, les stocke et les cache la nuit. Il parvient notamment à récupérer et remettre en état un char B1 détruit pendant l'invasion de la France. Pendant l'hiver 1941-1942, chargé de préparer le réarmement du 8e régiment de dragons basé à Issoire dont les automitrailleuses ont été démilitarisées, il fabrique clandestinement des tourelles prévues pour être adaptées sur les véhicules dès que le besoin s'en fera sentir. Après une rencontre avec le général Delestraint, futur chef de l'Armée secrète, il est envoyé dans le sud-ouest en mai 1942 pour participer à l'expédition de six cents véhicules à destination de l'Afrique du nord. Lorsque les Allemands envahissent la zone libre en novembre 1942, il redouble d'effort pour convoyer armement, matériel et véhicules hors de portée des troupes ennemies.

#### Agent du BCRA
En octobre 1943, Gustave Barlot intègre le Bureau central de renseignements et d'action, où, au sein du réseau Gallia, il fait parvenir des informations et organise des opérations de parachutage dans la région de Clermont-Ferrand. Poursuivi par les autorités, il doit se réfugier dans un maquis de Bretagne, mais, toujours actif au sein du BRCA, il fournit aux Alliés des informations importantes sur les implantations du mur de l'Atlantique. Le 24 mai 1944, lors d'une opération de la Gestapo et du Sicherheitsdienst, il est arrêté et emprisonné à Rennes, où il est torturé. Condamné à mort, l'arrivée des Alliés dans la région après le débarquement de Normandie contraint les Allemands à repousser son exécution. Il est alors transféré au camp de Royallieu, puis déporté le 28 juillet au camp de Neuengamme. En mai 1945, lorsque les Allemands évacuent le camp en raison de l'avancée de l'armée alliée, il échappe de peu à la mort lors du bombardement de Lübeck, puis lors du naufrage du Cap Arcona. Véritable miraculé, il finit par être rapatrié en France.

### Après-guerre
Après une période de convalescence, il décide de se réengager et intègre en 1949 la Légion étrangère. Après une formation au sein du 1er régiment étranger à Sidi Bel Abbès, il participe à la guerre d'Indochine de 1951 à 1954. Prenant sa retraite avec le grade de sergent-chef, Gustave Barlot se retire dans le Lot-et-Garonne, où il vit à Villeneuve-sur-Lot, avant de mourir à Penne-d'Agenais le 26 avril 1998 et d'être incinéré à Saint-Sylvestre-sur-Lot.

## Décorations
|  |  |  |
|  |  |  |

| Commandeur de la Légion d'Honneur (1994) | Commandeur de la Légion d'Honneur (1994) | Compagnon de la Libération                           | Compagnon de la Libération                           | Médaille militaire                  | Médaille militaire                  |
| Croix de Guerre 1939-1945                | Croix de Guerre 1939-1945                | Croix de guerre des Théâtres d'opérations extérieurs | Croix de guerre des Théâtres d'opérations extérieurs | Médaille de la Résistance française | Médaille de la Résistance française |

## Hommages
Une rue de Saint-Sylvestre-sur-Lot a été baptisée en son honneur.